# Лабутин, Пётр Иванович
Пётр Иванович Лабутин (1904 год, деревня Языково, Тверская губерния — 13.9.1942, деревня Верхнее Кузьмино, Ленинградская область) — участник Великой Отечественной войны, сапёр 366-го отдельного сапёрного батальона 189-й стрелковой дивизии, 42-й армии, Ленинградского фронта, красноармеец. Закрыл своим телом пулемёт.

## Биография
Родился в 1904 году в Тверской губернии в семье крестьянина. В 1924 году переехал в Ленинград, работал подсобным рабочим в булочной, жил в доме № 47 по улице Жуковского.
6 сентября 1941 года коммунист Лабутин добровольцем (так как воинскому призыву он не подлежал, по причине отсутствия двух пальцев на руке), в составе 6-й Ленинградской стрелковой дивизии народного ополчения Октябрьского района, 23 сентября 1941 года переименованной в 189-ю стрелковую дивизию, отправился на фронт. Дивизия с 1941 года занимала оборону в Пулково, в районе Пулковской обсерватории. П. И. Лабутин в боях был ранен, лечился в госпитале, затем снова вернулся в дивизию.
В ночь с 12 на 13 сентября 1942 года 269-я отдельная разведывательная рота производила разведку боем переднего края противника в районе деревни Верхнее Кузьмино. На красноармейцев Лабутина и Короткова была возложена задач подготовки проходов в заграждениях для разведчиков. Когда разведчики приблизились к переднему краю противника, они пошли в атаку. Красноармеец Лабутин принял участие в атаке вместе с разведчиками. Неожиданно с фланга начал вести огонь из дзота пулемёт противника, в результате чего в рядах советских бойцов возникло замешательство и появились потери. Красноармеец Лабутин, вооружившись единственной гранатой, подобрался к пулемёту и бросил гранату. Пулемёт на некоторое время умолк, но вскоре снова заработал. Тогда Лабутин, подобравшись к дзоту, схватил за ствол вражеский пулемет своей  рукой и начал отводить его. В этот момент был смертельно ранен пулей в сердце, и упал на амбразуру вражеского дзота, закрыв её телом.
Тело бойца было вынесено с поля боя и похоронено в братской могиле в селе Пулково.
За подвиг был посмертно представлен к званию Героя Советского Союза, но награждён был только орденом Красного Знамени.

Подвиг сапёра был описан в журнале «Смена» № 371—372, ноябрь 1942 года, при этом впечатлённым  корреспондентом приведена история про найденное на теле недописанное письмо Лабутина, начинающееся со слов «Любимая Украина! Я нахожусь далеко от тебя…» (Сам П. И. Лабутин был уроженцем Тверской области)
Именем Лабутина в 1965 году названа улица (бывшая Прядильная) в Ленинграде, на доме № 2 установлена мемориальная доска.